# Barisal (division)
Pour les articles homonymes, voir Barisal (homonymie).
La division de Barisâl est une des huit divisions administratives du Bangladesh.

## Districts administratifs
La division est subdivisée en six districts (zilas), eux-mêmes subdivisés en trente-neuf sous-districts (upazilas).
| District   | Upazila | Union | Village | Municipalité | Population |
| ---------- | ------- | ----- | ------- | ------------ | ---------- |
| Barguna    | 5       | 38    | 560     | 4            | 848 554    |
| Barisal    | 10      | 86    | 1 290   | 5            | 2 355 967  |
| Bhola      | 7       | 60    | 461     | 5            | 1 703 117  |
| Jhalakati  | 4       | 31    | 452     | 2            | 694 231    |
| Patuakhali | 7       | 67    | 865     | 3            | 1 460 781  |
| Pirojpur   | 6       | 51    | 645     | 3            | 1 111 068  |
| 6          | 39      | 333   | 4 273   | 22           | 8 173 718  |

## Tourisme

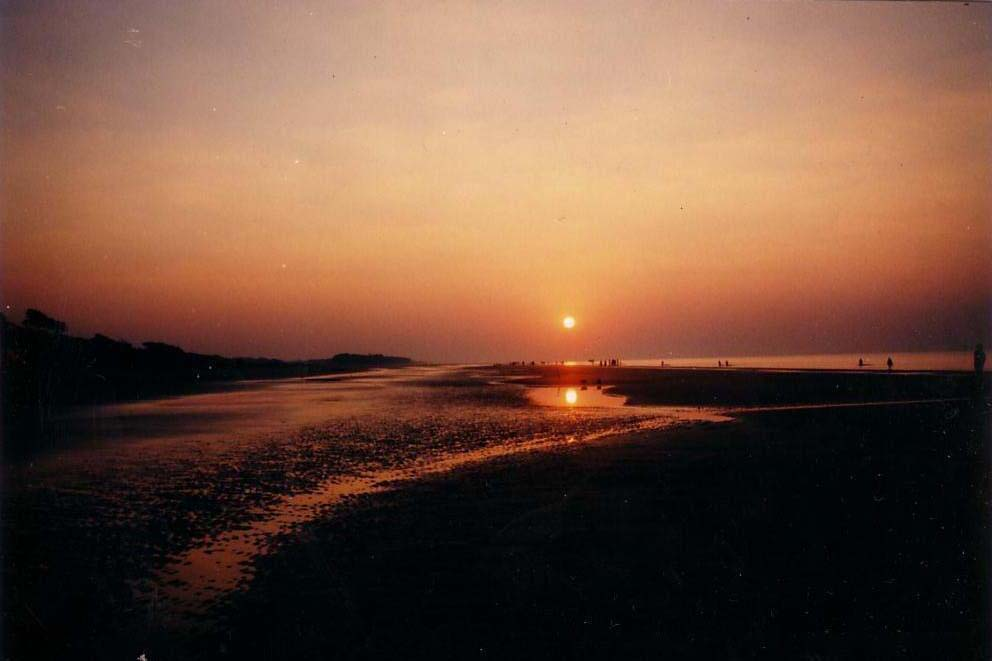
Coucher de Soleil sur la plage de Kuakata.

La plage Kuakata est le lieu le plus touristique du district. Elle est l'une des deux seules plages d'Asie du Sud où le lever et le coucher de soleil peut être vu[réf. souhaitée].

## Personnalités liées à la division
- Jebunnesa Afroz, députée de la Ligue Awami[2].